# Classificació de Sudarsky per a planetes gegants
El sistema de classificació de Sudarsky és un sistema teòric de classificació per predir l'aparença de planetes extrasolars gasosos gegants sobre la base de les seves temperatures. Va ser descrit pel científic David Sudarsky en el document Albedo and Reflection Spectra of Extrasolar Giant Planets i ampliat sobre un altre article anomenat Theoretical Spectra and Atmospheres of Extrasolar Giant Planets.

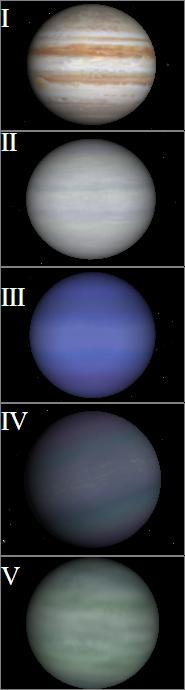
Captura de pantalla del programa Celestia que mostra els tipus de planetes gasosos gegants segons la classificació de Sudarsky: Classe I: núvols d'amoníac Classe II: núvols d'aigua Classe III: buidats Classe IV: metalls alcalins Classe V: núvols de silicat.

Els planetes gegants de gas es divideixen en cinc classes, on s'empra nombres romans. El sistema assumeix que la composició gasosa de les atmosferes dels planetes és similar a les de Júpiter. Però en general, la composició química de planetes extrasolars no es coneix, i fer les observacions necessàries per determinar aquest requisit necessita mètodes més avançats de detecció. Segons la classificació de Sudarsky, en el nostre sistema solar existeixen dos planetes que es poden trobar que pertanyen a la classe I, Saturn i Júpiter.
L'aparició de planetes que no són gegants gasosos no poden ser predits pel sistema de Sudarsky, per exemple, planetes terrestres com la Terra i Ogle-2005-BLG-390L b (5,5 masses terrestres), o els gegants de gel com Urà (14 masses terrestres) i Neptú (17 masses terrestres).

## Classe I: Núvols d'amoníac
Els planetes d'aquesta classe tenen una aparença dominada pels núvols d'amoníac. Aquests planetes es troben en l'exterior de les regions d'un sistema planetari en la qual existeixen a temperatures inferiors a uns 150 kèlvins (-120 graus Celsius/-190 graus Fahrenheit). Les previsions de l'albedo en un planeta de classe I que aquesta entorn d'una estrella com el Sol és d'uns 0.57, en comparació d'un valor de 0.343 per a Júpiter, i 0.342 de Saturn. La diferència pot ser parcialment explicades pel tenint en compte el desequilibri amb els condensats de tolina o fòsfor, que són responsables dels núvols de colors en l'atmosfera joviana, i no està modelada en els càlculs de Sudarsky.
Les temperatures de la classe I són de planetes freds o bé de planetes que se separin el bastant durant el seu periheli pel que fa al seu estel com per aconseguir certes temperatures.

## Classe II: Núvols d'aigua
Planetes en la classe II són massa calents com per formar núvols d'amoníac: en lloc d'això els seus núvols estan compostos per vapor d'aigua. En aquest tipus de planetes s'esperen temperatures que oscil·lin al voltant dels 250 kèlvins. Els núvols d'aigua són més reflexius que els núvols d'amoníac, i l'albedo de Bond prediu que la lluentor d'un planeta de classe II entorn d'un estrella sigui d'uns 0,81. Malgrat que els núvols en aquest planeta serien similars a les de la Terra, aquestes atmosferes encara consisteixen principalment només d'hidrogen, molècules riques en hidrogen i metà.
El rang de les temperatures en aquesta classificació és una mica ampli. Hi ha planetes que poden tenir zones en l'atmosfera (en particular els pols) que estan encara prou freds per allotjar núvols d'amoníac. Per contra planetes molt càlids poden tenir una aparença groguenca per condensats de compostos sulfurosos i també poden fins i tot tenir núvols d'àcid sulfúric. Aquests planetes (a diferència dels altres dos) es creu que són més similars a Venus que a la Terra, i sovint són classificades com a “Jovians Sulfúrics”. Es creu que aquests planetes només tenen núvols sulfurosos en les capes superiors i en les capes inferiors es conserven àdhuc núvols d'aigua, per la qual cosa aquest tipus de planeta només és una "subclasse" dels planetes de tipus II.
Els possibles planetes de classe II, que figuren en el document original de Sudarsky, inclouen: 47 Ursae Majoris b i Upsilon Andromedae d. El planeta HD 28185 b a causa de la seva òrbita circular entorn del centre de la seva estrella en una zona habitable se'l considera com el prototip ideal per a aquesta classe de planetes. Iota Horologii b i Gamma Cephei Ab són els planetes més coneguts del tipus "Jovians Sulfurosos".

## Classe III: Buidats
Planetes amb temperatures entre uns 350 kèlvins (170 °F, 80 °C) i 800 kèlvins (980 °F, 530 °C) no es poden formar cobertes de núvols de cap tipus, ja que falta una aportació adequada de productes químics en l'atmosferes com per formar núvols. Aquests planetes es mostren com a gegantines esferes de color blau a causa de la dispersió de Rayleigh i a l'absorció de metà en les seves atmosferes. A causa de la falta d'una capa reflectora de núvols, l'albedo és baix, d'uns 0.12 de lluentor per a la classe III entorn de la seva estrella. Existeixen en regions a l'interior d'un sistema planetari similars a les distàncies que corresponen aproximadament a la ubicació de Mercuri pel que fa al nostre Sol.
Exoplanetes que figuren en el document de Sudarsky com a planetes de classe III són Gliese 876 b i Upsilon Andromedae c.

## Classe IV: Metalls alcalins
Per sobre dels 900 kèlvins (630 °C/1160 °F), el monòxid de carboni es converteix en la principal molècula portadora de carboni en l'atmosfera d'aquests planetes (en lloc de metà). A més, l'abundància de metalls alcalins, com el sodi augmenten substancialment, i les línies espectrals del sodi i potassi dominen sobre l'espectre del planeta. Aquests planetes formen núvols coberts de ferro i silicats sota la resta dels núvols de les seves atmosferes, però això no afecta l'espectre del planeta. L'albedo de Bond dels planetes de la classe IV entorn de la seva estrella es preveu que sigui molt baix, d'uns 0.03, a causa de la forta absorció de metalls alcalins. Planetes de les classes IV i V es denominen Jovians Ardents.

## Classe V: Núvols de silicat
Són els gegants de gas més calents, amb temperatures superiors a 1400 kèlvins (2100 °F, 1100 °C), estan coberts de núvols de silicat i de ferro, i es preveu que es trobin molt a dalt en l'atmosfera. Les previsions de l'albedo de Bond d'un planeta de la classe V al voltant de la seva estrella són de 0.55, això gràcies a la reflexió de la coberta de núvols. A aquestes temperatures, aquests planetes tenen una lluentor vermella per la radiació tèrmica. A causa d'això últim, les estrelles amb una magnitud visual de 4.50 o més gran en el nostre cel, segons aquesta teoria, els planetes han de ser visibles als nostres instruments. Exemples d'aquests planetes podrien ser 51 Pegasi b. Però a aquesta última predicció li ha anat malament. Tau Bootis Ab amb 1621 kèlvins de la classe V de temperatura, el científic Leigh va trobar que la seva albedo no pot ser superior a 0.39. Upsilon Andromedae b i que el planeta HD 149026 b es van descobrir més foscos de l'esperat, com HD 209458 b, que acull un fosc halo de núvol o cauda en la coberta superior ombrejant l'estratosfera.

## Classificacions
- Súper Terra
- Planetes púlsar
- Júpiter ardent
- Neptú ardent
- Gegant gasós
- Planeta de carboni
- Planeta tel·lúric
- Planeta ctònic
- Planeta oceà
- Planeta doble
- Planeta rínxols d'or
- Neptú fred
- Júpiter fred
- Planeta d'heli
- Planeta de ferro
- Planeta sense nucli
- Planeta extrasolar